# Дом с Паном и нимфами
Дом с Паном и нимфами — доходный дом архитектора Александра Вербицкого на Лютеранской улице, 15 в Киеве. Одна из немногих достопримечательностей, на фасаде которой сохранилась монументальная живопись.
Приказом Министерства культуры и туризма Украины № 662/0/16-07 от 16 июня 2007 года здание занесено в учет памятников архитектуры (охранный номер 429-Кв).

## История

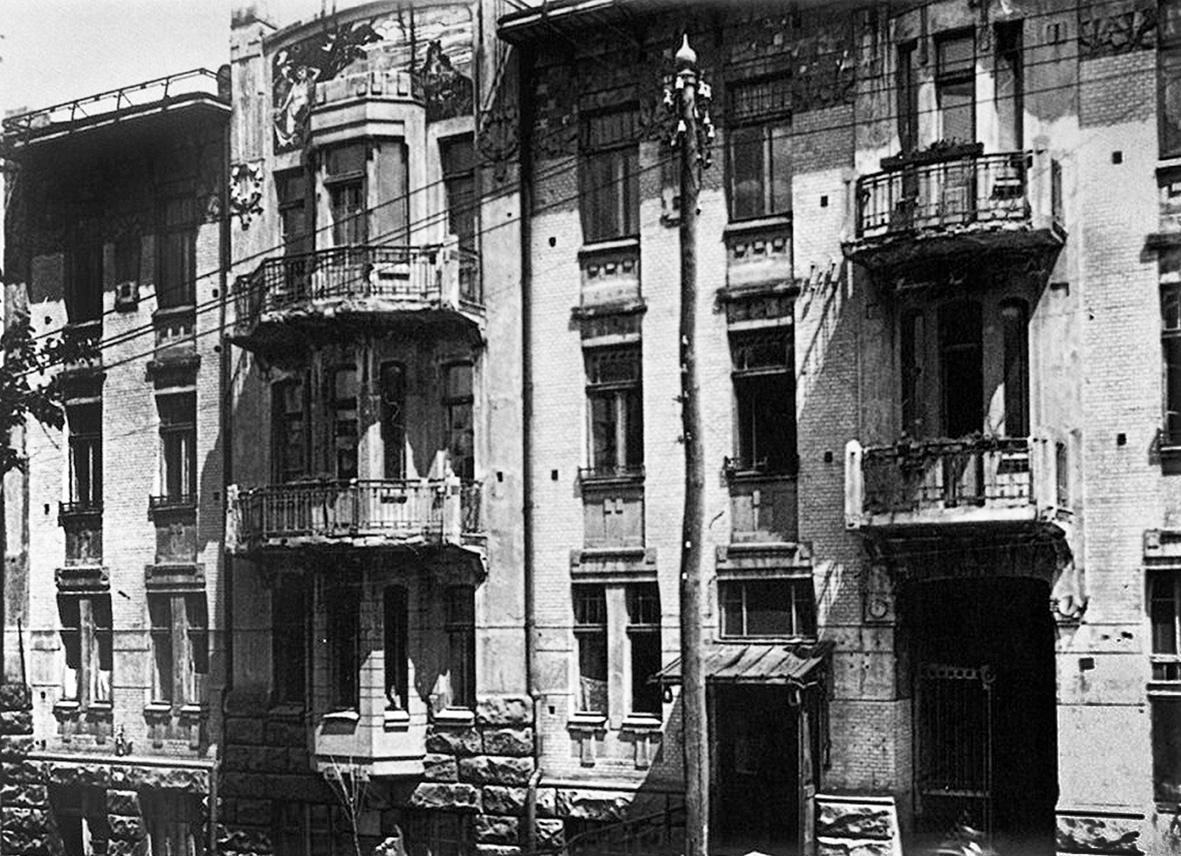
Дом в 1930-х годах

Дом построен в 1908 году по проекту Александра Вербицкого (1875—1958). Сам архитектор и проживал здесь. По его проектам построили также административное здание Юго-Западной железной дороги на Пушкинской улице, 14 (1910—1912), ряд жилых домов на улицах Банковой, 12; Владимирской, 22; Рейтарской, 20 и т. д.
В 1930-х годах в квартире № 13 жил Юрий Михновский (1866—1937), архиепископ Украинской автокефальной православной церкви, настоятель Софийского собора, организатор помощи крестьянам, пострадавшим от голода 1932—1933 годов. В 1937 году его арестовали органы НКВД, а 16 октября расстреляли.
Дом был значительно поврежден во время сентябрьского пожара 1941 года, вызванный разрушениями в Киеве. В 1946 году восстановлен с частичной перепланировкой.

## Архитектура

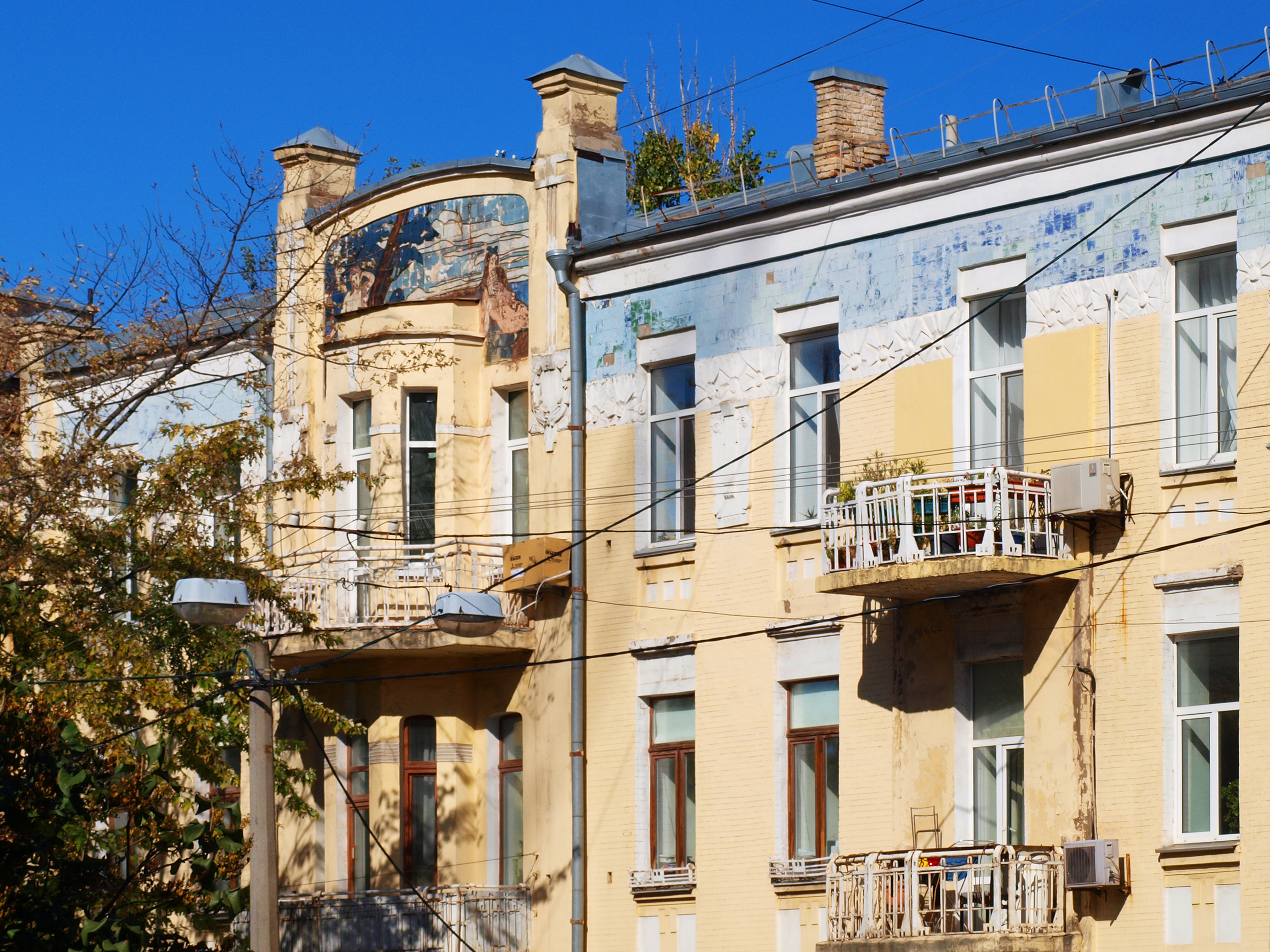
Фасад дома

Дом — трехэтажный с цокольным полуэтажом, кирпичный, в плане П-образный, трехсекционный.
Парадные помещения выделены на фасаде эркерами и балконами, формирующими асимметричную композицию. Фасад выполнен в стиле рационального (конструктивного) модерна. Его особенностью является контраст фактур — цветных керамических плиток, гладкой плоскости стен и искусственного камня с колотой поверхностью в цоколе. Подоконные плоскости акцентированно глазурованы плиткой сине-зеленых тонов. Фриз был украшен лентой геометризованного растительного орнамента.
Асимметрия фасада усилена завершением левого эркера щипцом. В его поле помещено цветное майоликовое панно с изображением Пана со свирелью и нимф.
В оформлении фасада использован также художественный металл в деталях ограждения. По замыслу автора рог справа по фасаду должен был быть украшен башенкой со шпилем, но проект не реализован. Потеряна часть карниза и балюстрада.

## Майоликовое панно
Впервые в европейской архитектуре майолику в отделке фасадов использовал австрийский архитектор Отто Вагнер (1846—1918) в «Майоликовом доме» в Вене в 1899 году.

Киевские архитекторы заказывали майолику в Абрамцевской керамической мастерской. Александр Вербицкий в оформлении фриза использовал античный сюжет «Пан со свирелью и две нимфы на фоне пейзажа». Панно выполнили на основе картины «Весенний вечер» Арнольда Беклина.

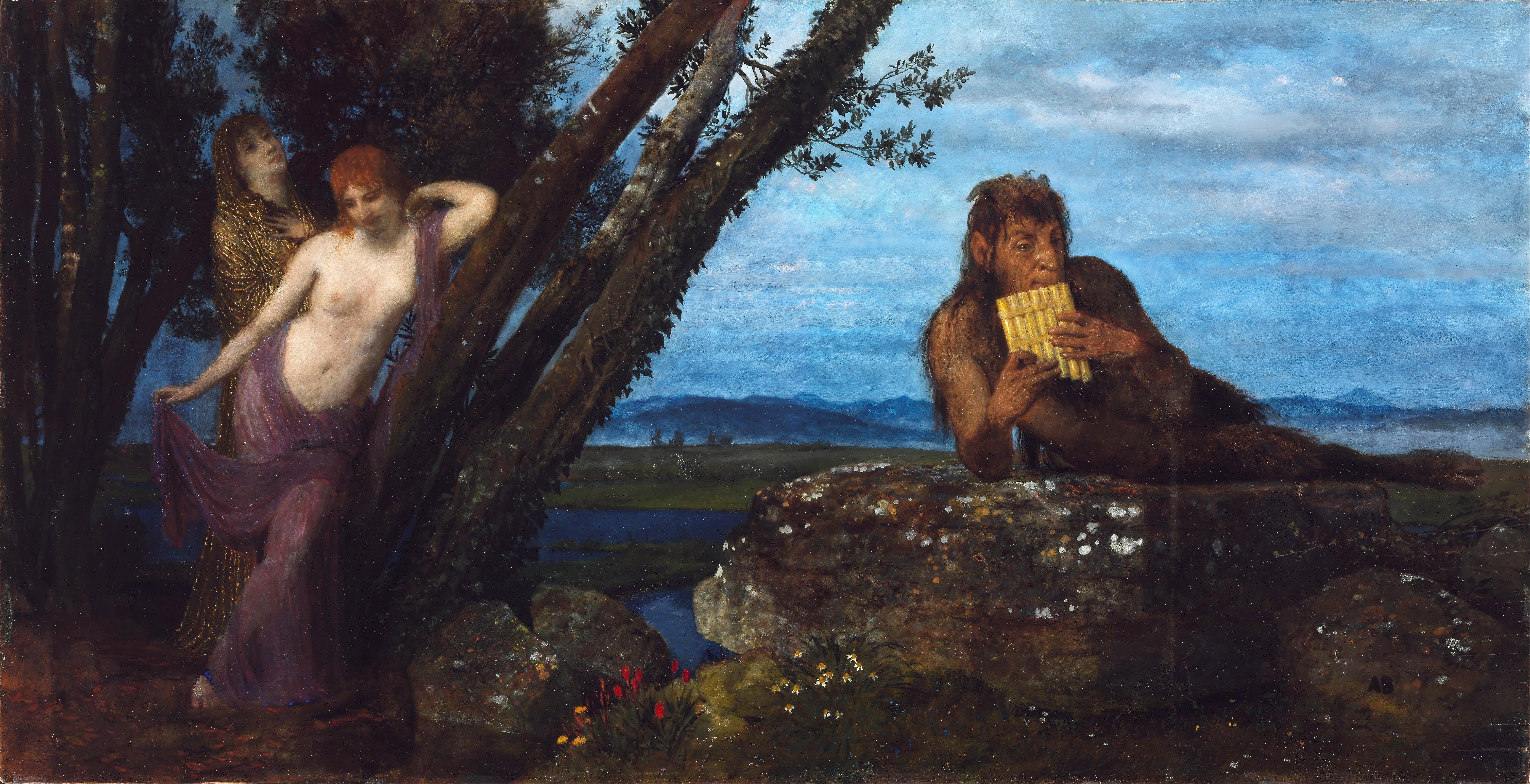
Арнольд Беклин. «Весенний вечер», 1879 (оригинал)
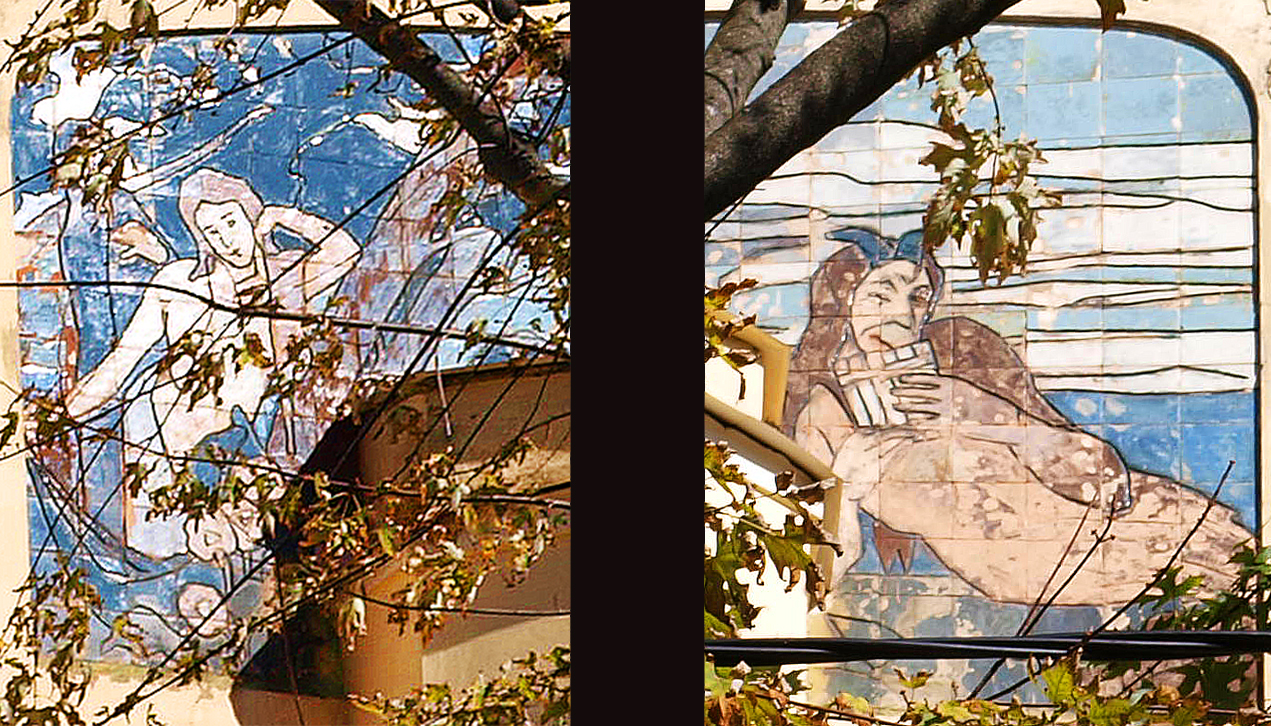
Майолика «Пан и нимфы» на фасаде (фрагменты)